# Вей Чен
Вей Чен (кит.: 魏晨; Wèi Chén; нар. 22 лютого 1986) — китайський співак і актор, який прославився на телевізійному пісенному конкурсі «Super Boy». Він відомий насамперед через його альбом «Disparate» і його роль Ye Shuo на «Meteor Shower».